# Josep Riera i Arago
Josep Riera i Aragó est un artiste plasticien, né à Barcelone (Espagne) en 1954.

## Biographie
Il a fait ses études à la Faculté des Beaux–Arts de Barcelone. Tout au long de son parcours, il se consacre autant à la sculpture qu’à la peinture ou aux arts graphiques. Riera i Aragó crée dans son œuvre un univers de machines et d’artefacts (zeppelins, avions, sous-marins). Outre le bronze il utilise aussi le fer et divers matériaux qui lui permettent de faire flotter ses avions ou sous-marins dans une atmosphère magique. Il a participé à de nombreuses expositions individuelles et collectives et figure dans différentes collections publiques. Il a également réalisé des sculptures monumentales pour des espaces publics.

## Collections
- Musée d’art moderne de Céret (France)
- Fundació Joan Miró Barcelone - Musée d'Art Moderne, Luxembourg
- Col.lecció Testimoni
- Fundació La Caixa, Barcelone
- Fondation Vincent Van-Gogh, Arles (France)
- Städtische Museen, Heilbronn (Allemagne)
- Musée Réattu, Arles (France)
- Museum Otani, Nishinomiya (Japon)
- Fundació La Caixa de Girona, Gérone
- Colección CAI Luzan, Saragosse
- Col.lecció Institut d'Estudis Catalans, Barcelone
- MACBA, Barcelone - Museu d'Història de la Ciutat, Gérone
- Museu de l'Hospitalet
- Col.lecció Rega, Zurich, (Suisse)
- Fundación Fran Daurel, Barcelone
- Musée d'Art moderne André Malraux, Le Havre

## Publications
- Riera i Aragó, Éditions Polígrafa, 1991, Texte de Gloria Picazo
- Riera i Aragó, Éditions Cercle d’Art, 1992, Texte de Gloria Picazo
- Riera i Aragó Iconografia, Éditions Polígrafa 2003, Texte de Valentin Roma. Édition en espagnol et en anglais.
- Riera i Arago, Le Rêve du navigateur, Edition Galimard, 2011, texte d'Annette Haudiquet, de Joséphine Matamoros et Marie-Claude Sivade.